# Tanauan
Tanauan é um cidade de  segunda classe de renda da cidade (d) na província Batangas, nas Filipinas. De acordo com o censo de 1 de maio  de  2020 possui uma população de 193 936 pessoas e 46 680 domicílios.